# ベントンビル (アーカンソー州)
ベントンビル（英語:Bentonville）は、アメリカ合衆国アーカンソー州の都市。ベントン郡の郡庁所在地である。人口は5万4164人（2020年）。都市名はミズーリ州選出のアメリカ合衆国上院議員トーマス・ハート・ベントンに由来する。フェイエットビル―スプリングデール―ロジャーズ都市圏の一部となっている。
また、ベントンビルは世界最大の売上高を誇る企業であるスーパーマーケットチェーン「ウォルマート」の創業の地であると同時に現在も本社が置かれている。その創業者サム・ウォルトンの一族による支援で、クリスタルブリッジズアメリカンアート美術館など文化・教育施設が小都市でありながら充実している。

## 地理
ベントンビルは北緯36度22分0秒 西経94度12分48秒 / 北緯36.36667度 西経94.21333度に位置する。アメリカ合衆国国勢調査局によると、ベントンビルの面積は55.1km²（東京都足立区とほぼ同等）で、うち水域は0.1km²(総面積の0.09%)である。

## 人口動静
2000年の統計によると、19,730人、7,458世帯、5,265家族がベントンビルに居住しており、人口密度は1km²あたり358.7人、また1km²あたりに144.0軒の家屋が建っている。ベントンビルは1990年代から急速に成長した町で、1990年の時点では人口は1万1200人程度であったのが、2030年には5万人を超えるとみられている。また2005年の統計では住民のうち86.8%が白人（非ヒスパニック系）、1.8%が黒人、1.33%がネイティブアメリカン、4.0%がアジア系、0.04%が太平洋諸島系、2.68%がその他の人種、そして1.76%が混血となっている。また人口の8.5%がヒスパニックまたはラテン系である。ヒスパニック系ではメキシコをはじめ、エルサルバドルやホンジュラスなど中央アメリカ地域からの移民が多い。
7,458世帯のうち40.1%には18歳未満の子供がおり、55.6%では夫婦が共に暮らしている。11.9%では夫がいない女性が世帯主となっており、29.4%では家族での世帯構成がされていない。また24.4%の世帯が一人暮らしをしており、6.7%は65歳以上の老人が一人で暮らしている世帯である。一世帯の平均構成人数は2.59人で、一家族の平均構成人数は3.11人である。
ベントンビルはその住宅価格や犯罪率の低さ、保守的な気風から高齢者世帯や小さい子供のいる家族に人気が高い。ベントン郡はアーカンソー州内で最も、保守層に人気がある共和党支持者が多いといわれている。
総人口のうち29.5%が18歳未満で、9.8%が18歳～24歳、34.2%が25～44歳、17.9%が45歳～64歳、8.5%が65歳以上となっており、年齢の正中値は31歳である。女性100人に対する男性の人数は93.6人であり、18歳以上の女性100人に対する18歳以上の男性の人数は91.3人である。
一世帯あたりの平均年収は3万9936ドルで、一家族あたりの平均年収は4万6558ドルである。男性の平均年収3万1816ドルに対して女性の平均年収は2万3761ドルと約7000ドルの差がある。一人当たりの所得は2万0831ドル。人口の10.3%が貧困線を下回る生活をしており、このうち13.7%が18歳以下の子供、10.9%が65歳以上の老人である。

## 主な居住者（故人も含む）
- サム・ウォルトン（米小売業ウォルマートの創業者）
- ジェームズ・ヘンダーソン・ベリー（元アーカンソー州知事）
- ダン・フォルガー（歌手）
- ウィリス・リケッツ（元アーカンソー州知事候補）
- カリ・ターナー（テレビ女優）
- ロブ・ウォルトン（サム・ウォルトンの長男、世界的な資産家）
- ジム・ウォルトン（サム・ウォルトンの三男、世界的な資産家）